# Dzietrzkowice
Dzietrzkowice ist eine Ortschaft mit einem Schulzenamt der Landgemeinde Łubnice im Powiat Wieruszowski der Woiwodschaft Łódź, am rechten Ufer der Prosna, in Polen.

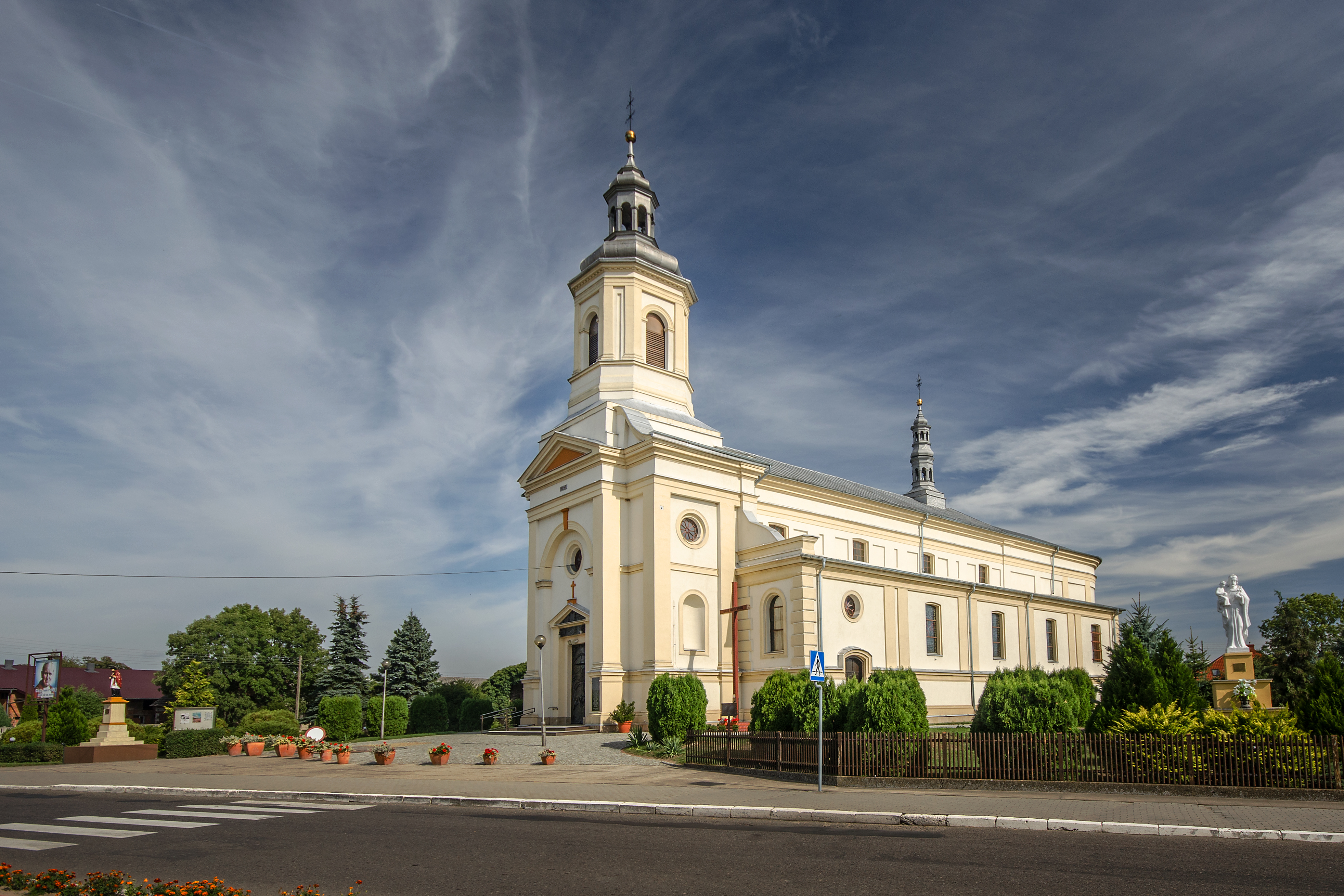
Ortskirche

## Geschichte
1238 gab die Prinzessin Viola von Oppeln-Ratibor herrschend im Weluner Land das Neumarkter Recht ad omnia iura rusticorum, also auf alle Rechte der Bauern im Ort Lubnica. Im nächsten Jahr wurde das Neumarkter Recht an die Stadt Lubnie vom Herzog Mieszko II. verliehen. Das Dorf im Besitz des Zisterzienserinnenklosters Ołobok wurde dann im Jahr 1253 als Lubnicz Theodrici erwähnt. 1273 wurde der Schulz des Dorfes im Satz Theodericus scultetus de villa Theodorici cum filiis suis erwähnt. Der Ortsname ist vom deutschen Personennamen Ditterich/Dietrich (< Diet-, Theodoricus) durch polnische Dzietrzych (mit dem Rückgang von -y- und zeitweilig der Vereinfachung trz > rz vor -k-) mit dem Suffix -(ow)ice abgeleitet.
Politisch gehörte der Ort zum Weluner Land, ab dem frühen 15. Jahrhundert in der Woiwodschaft Sieradz im Königreich Polen (ab 1569 in der Adelsrepublik Polen-Litauen). Im späten 16. Jahrhundert war Dzietrzkowice eines von nur 4 Dörfer im Weluner Land mit mehr als 200 Einwohnern.
Nach der zweiten Teilung Polens von 1793 gehörte das Dorf bis 1807 zu Südpreußen. 1807 kam es ins Herzogtum Warschau und 1815 ins neu entstandene russisch beherrschte Kongresspolen.
Nach dem Ende des Ersten Weltkriegs kam Dzietrzkowice zu Polen, Woiwodschaft Łódź. Beim Überfall auf Polen 1939 wurde das Gebiet von den Deutschen besetzt und dem Landkreis Welun im Reichsgau Wartheland zugeordnet.
Von 1975 bis 1998 gehörte Dzietrzkowice zur Woiwodschaft Sieradz.